# Rosmunda Pisaroni
Rosmunda Benedetta Pisaroni, nome d'arte di Benedetta Pisaroni (Piacenza, 16 maggio 1793 – Rivergaro, 6 agosto 1872), è stata un contralto italiano, inizialmente attivo come soprano, celebre per le sue interpretazioni rossiniane.
Sebbene, secondo alcuni, cantasse piuttosto come soprano sfogato, la carriera della Pisaroni può essere suddivisa in due epoche, la prima in cui cantò come soprano e la seconda, di gran lunga più fortunata, come contralto. A differenza delle contemporanee Maria Malibran o Giuditta Pasta, non alternò ruoli di soprano con ruoli di contralto, il suo fu piuttosto un caso di evoluzione vocale.

## Biografia

### Gli inizi
Figlia di Giambattista Pisaroni e Luigia Pratti, il padre fu il primo a credere nel suo talento e a incitarla. La giovane studiò dapprima con Vincenzo Colla, quindi con Giacomo Carcani. A 12 anni il padre la portò a Milano, dove studiò con i più famosi castrati che, ritiratisi dalle scene, si dedicavano ora all'insegnamento, come Moschini, Gasparo Pacchierotti, Giovanni Battista Velluti e Luigi Marchesi. Completata la sua formazione, debuttò nel 1811 a 18 anni a Bergamo in Ginevra di Scozia di Mayr: si dice che, presa del panico, si rifiutò di salire sul palcoscenico e suo padre dovette minacciarla di suicidarsi.
L'anno seguente cantò nuovamente à Bergamo il ruolo di Aleramo in Adelasia ed Aleramo di Mayr, e nella stagione 1812/13 nel Teatro Comunale di Piacenza, sua città natale, dove fu Rosminda nell'opera Carlo Magno del maestro piacentino Nicolini con Giovanni Battista Velluti nel ruolo di Vitikindo, con strepitoso successo.
Il 27 ottobre 1813, mentre cantava a Busseto nella Proserpina di Giovanni Paisiello, scampò all'incendio che distrusse il teatro vecchio. Esordì nel teatro della Pergola di Firenze nella stagione d'autunno del 1813 nel ruolo del titolo in Alzira di Manfroce (cfr. libretto in Fondo Bonamici, Bibl. Marucelliana, Firenze), e nel 1814 cantò al Teatro Nuovo di Padova nell'Aureliano in Palmira di Gioachino Rossini, opera che replicò a Brescia. Nel 1814 cantò Tancredi a Genova, nel ruolo di Amenaide (soprano), opera nella quale si cimentò di nuovo nel 1816, a Parma (Teatro Ducale) e Vicenza (Teatro Eretenio), questa volta nel ruolo del protagonista (contralto).
Il marito cominciò a seguirla per occuparsi della sua carriera; ma a Bologna, dove l’aveva raggiunta, si ammalò e morì (marzo 1815). La giovane vedova annullò ogni impegno fino alla stagione di carnevale successiva, ma nella primavera del 1816 si dovette fermare di nuovo per parecchi mesi: la sua salute era stata minata da un’infezione di vaiolo che le sfigurò irreparabilmente il viso e il corpo e la ridusse quasi alla cecità.
Da quel momento poté contare soltanto sulla propria voce: rigogliosissima, distesa su tre ottave, abbracciava le note «del soprano, del tenore e del basso a un tempo» (C. Lattanzi, Il Corriere delle dame, 13 febbraio 1813).
Nel 1817 ritornò in scena a Padova, dove Giacomo Meyerbeer scrisse per lei Romilda e Costanza.
Tra il 1818 e il 1820 fu legata da un contratto al Teatro San Carlo di Napoli, dove Rossini compose per lei tre grandi ruoli di contralto: il 3 dicembre 1818 fu la prima Zomira nel Ricciardo e Zoraide, il 27 marzo 1819 fu la prima interprete di Andromaca nell'Ermione e il 24 settembre 1819 debuttò il ruolo di Malcolm ne La donna del lago.
Nella stagione 1821-1822 si esibì al Real Teatro Carolino di Palermo, quindi a Parma, Bologna, Firenze, Roma, Venezia e Torino. Nel 1821 cantò nel Costantino di Hartmann Stunz al fianco di Nicola Tacchinardi: il compositore, incantato dal virtuosismo delle due celebri cantanti, lasciò loro, nella partitura, completa libertà di esecuzione nell'ornamentazione. Nel 1822 debuttò alla Scala, dove fece ritorno nel 1824 e 1825. Nel 1823 cantò a Lucca e nell'autunno del medesimo anno nel Teatro degli Avvalorati di Livorno, dove tornò dopo il 1832.

### Il debutto internazionale
Nel 1827 fece il suo debutto all'estero nel Théâtre Italien di Parigi. Rossini la volle assolutamente per riuscire nell'intento di portare al successo la sua Semiramide, che in passato, nella prima di Venezia, aveva ricevuto una cattiva accoglienza. Un aneddoto racconta che la Pisaroni attaccò la cavatina di Arsace, «Eccomi alfine in Babilonia», dando le spalle al pubblico perché non potesse vedere il suo volto sfigurato dal vaiolo, ma il suo canto e la potenza della sua voce riscossero comunque un successo strepitoso.
Nel 1829 cantò per la prima volta a Londra e nel 1831 fece ritorno trionfalmente alla Scala. Nel 1833, infine, ritornò nella sua città natale, a Piacenza, però capì di essere ormai al tramonto e che il pubblicò l'acclamava solo per cortesia: per questo motivo decise di ritirarsi dalle scene, non prima però di aver onorato il suo ultimo contratto con il teatro di Trieste.
Nel febbraio del 1833 diede un concerto a Piacenza e cantò per l'ultima volta in pubblico nel 1848 sempre nella stessa città in occasione di una manifestazione patriottica. Morì a 79 anni, destinando gran parte della sua eredità ai poveri della sua città.

## La voce
In poco più di 20 anni di carriera, 16 dei quali come contralto, la Pisaroni divenne una delle massime interpreti del repertorio rossiniano. Erede diretta della scuola dei castrati, il suo registro era amplissimo, dalle note più gravi del contralto a quelle più acute del soprano. Il suo dominio della tecnica era assoluto e, se pure mostrava disomogeneità dovute al suo registro amplissimo, questo difetto era meno grave che in altre colleghe come Giuditta Pasta.
Il critico Rodolfo Celletti ha dedotto: “Fu uno straordinario contralto dell'era rossiniana; il suo registro si estendeva dal Fa grave alle note più acute del registro di soprano, modulava, sfumava e trillava con entusiasmante virtuosismo, il suo registro medio e grave era di caratteristiche estremamente oscure e quasi virili”. Per una biografia dettagliata della cantante, nonché la ricostruzione della sua carriera rossiniana si veda Giorgio Appolonia, Le voci di Rossini, EDA, Torino, 1992.
Sempre, se poteva, preferiva entrare in scena mascherata o di spalle perché il pubblico non la vedesse in viso, ma ascoltasse unicamente la sua favolosa voce: soltanto dopo che ne aveva ottenuto i favori, si faceva coraggio a mostrare il volto.

## Ruoli creati
- Romilda in Romilda e Costanza di Meyerbeer (19 luglio 1817, Padova)
- Zomira in Ricciardo e Zoraide di Rossini (3 dicembre 1818, Napoli)
- Andromaca in Ermione di Rossini (27 marzo 1819, Napoli)
- Dejanira ne L'apoteosi d'Ercole di Mercadante (18 agosto 1819, Napoli)
- Malcolm Groeme ne La donna del lago di Rossini (24 ottobre 1819, Napoli)
- Almanzor ne L'esule di Granata di Meyerbeer (12 marzo 1822, Milano)
- Lotario in Eufemio di Messina di Carafa (26 dicembre 1822, Roma)
- Serse in Temistocle di Pacini (23 agosto 1823, Lucca)
- Adolfo ne Il sonnambulo di Carafa (13 novembre 1824, Milano)
- Tigrane nel Pompeo in Siria, di Francesco Sampieri alla Scala di Milano, il 4 aprile 1825 e durante la primavera, con Filippo Galli e Marietta Sacchi[6].